# Love Reaction
«Love Reaction» es el nombre del tercer sencillo de la drag queen , Divine en 1983. Este sencillo fue interpretado numerosas veces en varios programas musicales e incluso como anuncios de televisión de Estados Unidos. Además, Love Reaction fue grabado en dos ocasiones, por la discográfica holandesa y después en una nueva versión junto a Blue Monday de New Order. Una demanda fue amenazada contra Bobby Orlando quien había producido y escrito el sencillo, por plagio de audio, pero nunca se materializó ya que no pudieron demostrar que ellos fueran los primeros en sacar la canción. 

## Contenido
Love Reaction (Reacción de amor) fue lanzado junto al álbum The Story So Far de Divine en 1983. El sencillo abarca una trama sobre la satisfacción de tener una reacción de amor. Divine afirma que cada persona necesita una reacción de amor y una compañía, es la razón por quien todos pueden dirigirse hacia ella. 

## Lista de canciones

### Dutch Vinyl, 12-inch single
1. "Love Reaction" - 5:31
2. "Love Reaction (Instrumental)" - 5:00

### German Vinyl, 12-inch single
1. "Love Reaction (Disco Version Especial)" - 5:34
2. "Love Reaction (Versión Instrumental )" - 4:04
3. "Love Reaction (Versionde Radio )" - 3:20

## Posiciones
| Listas (1983)        | Posiciones |
| -------------------- | ---------- |
| Dutch Singles Chart  | 25         |
| German Singles Chart | 55         |
| UK Singles Chart     | 65         |